# Goudvenstertje
Het goudvenstertje (Plusia festucae) is een nachtvlinder uit de familie van de uilen (Noctuidae), die soms overdag actief is. De spanwijdte bedraagt 34 tot 46 millimeter. De vlinder overwintert als jonge rups.
De imago lijkt sterk op dat van het Moerasgoudvenstertje, maar heeft onder andere een iets donkerder kleur, en de binnenste lichte streep aan de vleugelpunt is anders van vorm, maar soms is microscopisch onderzoek aan de genitaliën nodig om een zekere determinatie te krijgen.

## Habitat
Het goudvenstertje is een bewoner van vochtige gebieden, zoals slootkanten, rivieroevers, moerassen, bosranden en vochtige weiden.

## Waardplanten
De waardplanten van het goudvenstertje zijn allerlei planten die horen bij vochtige plaatsen, zoals diverse soorten zegge, grote egelskop, gele lis en grote waterweegbree.

## Voorkomen in Nederland en België
Het goudvenstertje is in Nederland een gewone soort en in België een niet zo gewone soort. Hij komt verspreid over het hele gebied voor. De vliegtijd is van juni tot en met september, in twee generaties.